# Zaliothrips
Zaliothrips är ett släkte av insekter. Zaliothrips ingår i familjen rörtripsar.
Kladogram enligt Catalogue of Life:
| Zaliothrips | \| \| Zaliothrips abdominalis \| \| \| \| \| \| Zaliothrips citripes \| \| \| \| |
|             | \| \| Zaliothrips abdominalis \| \| \| \| \| \| Zaliothrips citripes \| \| \| \| |
|             | Zaliothrips abdominalis                                                          |
|             |                                                                                  |
|             | Zaliothrips citripes                                                             |
|             |                                                                                  |